# Östgötaporten
L'Östgötaporten, anciennement appelé Nya Parken ou Norrköpings Idrottspark, est un stade de football situé à Norrköping en Suède. Il a ouvert ses portes en 1904. Son club résident est le IFK Norrköping. 
Il fait partie des stades retenus pour la coupe du monde de football 1958 et pour le Championnat d'Europe de football 1992 disputés en Suède.